# Гонсалвус, Петрус
Петрус Гонсалвус (лат. Petrus Gonsalvus), также Педро Гонсалес (исп. Pedro Gonzalez; род. 1537, Тенерифе, Канарские острова — ум. 1618 (прибл., точная дата рождения и смерти неизвестны)), известный по Улиссе Альдрованди как «лесной человек», стал известен благодаря своему заболеванию гипертрихозом.
Впервые он появился при дворе французского короля Генриха II, который отправил его ко двору Маргариты Пармской, штатгальтера Нидерландов. Маргарита Пармская и её семья усыновили Петруса, чтобы он развлекал их. Спустя какое-то время Петрус женился по договору на дочери одного богатого купца, по имени Катрин Рафеллин. Так как Петрус был усыновлён королевской семьёй, он и Катрин стали считаться королевской четой. У них родилось семеро детей, четверо из которых унаследовали от отца гипертрихоз.. Его семья стала объектом для наблюдений итальянского учёного Улиссе Альдрованди и окончательно обосновалась в Италии. Из всех детей Петруса наиболее известна Тоньина Гонсалвус, также унаследовавшая от отца его заболевание. Также известны два сына Петруса: Арриго и Горацио.
В коллекции Палаты искусств и диковин замка Амбрас есть портреты Петруса и его детей. По мнению учёных-фольклористов, история Петруса Гонсалвуса и его жены легла в основу сказки «Красавица и чудовище».